# Hammersmith Odeon, London ’75
Hammersmith Odeon, London ’75 ist ein Livealbum, das den ersten Auftritt von Bruce Springsteen in London dokumentiert, der bald nach der Veröffentlichung von Born to Run stattfand. Der Auftritt erschien zwar illegal schon auf Bootlegs, jedoch ist dies die erste offizielle Auflage. Die Doppel-CD erschien 2006 auf Columbia Records.

## Allgemeines
Das Album dokumentiert den ersten Auftritt der E Street Band in London im Jahre 1975, der gleichzeitig der erste der Band in Übersee war. Die britischen Musikzeitschriften starteten einen Hype um diese Auftritt und so hatten die Bandmitglieder ein mulmiges Gefühl. Er wurde gefilmt und aufgenommen. Springsteen hatte nach dem Konzert das Gefühl, "we hadn´t played that well" (Wir hatten nicht so gut gespielt), aber hier irrte er sich, wie er selbst eingestehen musste.
It became one of our legendary performances, marked only in memory, bits of bootleg tape, and "I was there when" stories.
Nach den Aufnahmen geriet das Werk in Vergessenheit. Nach der Rising-Tournee begann Springsteen aber den Beginn seiner Karriere zu entdecken, von dem es bisher keinerlei Veröffentlichungen gab. Das war der Grund, warum das Konzert auf einer Doppel-CD veröffentlicht wurde. Neben der CD gibt es auch eine DVD, die dieses Konzert dokumentiert und ein Teil der Born to Run: 30th Anniversary 3-Box ist.
In den Charts erreichte das Album #93 der The Billboard 200.

## Titelliste

### CD 1
1. Thunder Road – 5:50
2. Tenth Avenue Freeze-Out – 3:50
3. Spirit in the Night – 7:35
4. Lost in the Flood – 6:15
5. She's the One – 5:23
6. Born to Run – 4:16
7. The E Street Shuffle – 12:51
8. It's Hard to Be a Saint in the City – 5:27
9. Backstreets – 7:22

### CD 2
1. Kitty's Back – 17:14
2. Jungleland – 9:35
3. Rosalita (Come Out Tonight) – 9:51
4. 4th of July, Asbury Park (Sandy) – 7:03
5. Detroit Medley – 7:02
6. For You – 8:26
7. Quarter to Three – 6:44[1]

### DVD
Die DVD enthält die oben gelisteten Musiktitel und ist ein Teil der Born to Run: 30th Anniversary Box.

## Kritikerstimmen
- The highlights? Hell, everything here.(Die Höhepunkte? Verdammt, alles hier) All Music Guide Thom Jurek[1]
- Tenth Avenue Freeze-Out and She’s the One pack  — at the risk of blaspheming, I’d say they were better than the originals;(...auch auf die Gefahr der Gotteslästerung hin, ich sage die Versionen sind besser als die Originale) Mike Milanesi[4]